# Mavis Hawa Koomson
Mavis Hawa Koomson, née le 3 février 1966 à Salaga, est une femme politique et pédagogue ghanéenne. Elle est députée de la circonscription d'Awutu Senya Est et est également ministre des Initiatives spéciales de développement,,,. Elle a été nommée par le président du Ghana, Nana Akuffo-Addo, le 10 janvier 2017 au poste de ministre des Initiatives spéciales de développement,,. Mavis Hawa Koomson défend l’autonomisation des femmes, l’éducation et les soins de santé. Elle a également participé à des initiatives visant à promouvoir le développement de la pêche et de l’aquaculture au Ghana.

## Jeunesse et éducation
Mavis Hawa Koomson est originaire de Salaga dans la région de Savannah au Ghana et est né le 3 février 1966. Elle a suivi sa formation au Bimbilla Training College. Elle est titulaire d'un diplôme et d'une licence en éducation de base de l'Université d'éducation de Winneba. Elle obtient une maîtrise, un diplôme d'études supérieures en administration publique (CPA) et un diplôme d'études supérieures en administration publique (DPA) de l'Institut ghanéen de gestion et d'administration publique (GIMPA),.

## Carrière
Mavis Hawa Koomson est enseignant de profession, occupant divers postes, notamment celui de directeur, de surintendant adjoint et de surintendant principal. Elle a également été présidente de l'unité Genre de l'Association nationale des enseignantes du Ghana (GNATLAS) de la section locale de Sekondi, trésorière de la GNATLAS (région occidentale) et secrétaire de la GNATLAS (section locale de Takoradi).

## Politique
Mavis Hawa Koomson est membre du Nouveau Parti Patriotique. Elle est actuellement députée de la circonscription d'Awutu Senya Est dans la région centrale du Ghana.

### Ministre du Cabinet
En mai 2017, le président Nana Akufo-Addo nomme Mavis Hawa Koomson parmi les dix-neuf ministres qui forment son cabinet. Les noms des ministres sont soumis au Parlement du Ghana et annoncés par le président de la Chambre, Aaron Mike Ocquaye (en). En tant que ministre du Cabinet, Mavis Hawa Koomson fait partie du cercle restreint du président et doit contribuer aux activités clés de prise de décision dans le pays. Elle est nommée ministre de la pêche et du développement de l'aquaculture en 2021.

### élections de 2020
Aux élections générales ghanéennes de 2020, elle remporte le siège parlementaire de la circonscription d'Awutu Senya Est avec 57 114 voix, soit 52,6 % du total des votes exprimés, tandis que la candidate parlementaire du NDC , Phillis Naa Koryoo Okunor (en), obtient 51 561 voix, soit 47,5 % du total des votes exprimés. Tous les autres candidats (Hanson Ishmael Amuzu du GUM (en), Addy Ishmael du CPP, Peter Kwao Lartey du GCPP (en), et Mohammed Issah Al-Marzuque de l'UPP (en)) n'obtiennent aucune voix.

### Élections de 2024
Lors des élections générales ghanéennes de 2024, Hawa Koomson perd contre la candidate parlementaire du NDC pour la circonscription d'Awutu Senya Est (en) Phyllis Naa Koryoo Okunor, qui obtient 50 886 voix, soit 52,7 %, tandis qu'Hawa Koomson recueille 45 638 voix, soit 47,3 %.

### Commission
Koomson est membre de la Commission des Entreprises.

## Controverse
En juillet 2020, Hawa Koomson enfreint les lois sur la sécurité en tirant des coups de feu sur une foule de citoyens qui s'inscrivaient pour obtenir la controversée carte d'électeur,. Cet incident s'est produit à Kasoa. La ministre affirme avoir été informée de la venue d'étrangers de différentes villes pour s'inscrire dans sa circonscription. Elle considère cela comme une menace pour la victoire de son parti aux prochaines élections. La ministre affirme qu'elle avait agi en état de légitime défense car elle se sentait menacée. Elle répond à l'invitation du CID de la police de la région Centre et son arme a été récupérée par la police régionale du Centre. Le permis couvrant l'arme est également récupéré lorsqu'elle s'est présentée à la police de Cape Coast.

## Vie personnelle
Elle est chrétienne, mariée et mère de trois enfants,.

## Philanthropie
Elle lance une compétition annuelle de football baptisée la Coupe du député de Kasoa parmi les jeunes de sa circonscription.
En 2021, Hawa Koomson construit une salle paroissiale pour l'église méthodiste Bethel à Kasoa.